# Canthon triangularis
Canthon triangularis är en skalbaggsart som beskrevs av Dru Drury 1770. Canthon triangularis ingår i släktet Canthon och familjen bladhorningar. Inga underarter finns listade.